# Государственный ансамбль танца Армении
Государственный ансамбль танца Армении (англ. Armenian State Dance Ensemble, арм. Հայաստանի Պարի Պետական Անսամբլ) — заслуженный коллектив Армении, основанный в Ереване осенью 1958 года.

## История ансамбля
Был организован 15 октября 1958 года по инициативе Георгия Асатуряна, балетмейстера Эдварда Манукяна и композитора Хачатура Аветисяна с целью сохранить многовековое наследие и традиции национального танца и, приумножив его, передать следующие поколения. Изначально был объявлен конкурс, по итогам которого были отобраны 16 юношей, 14 девушек и 8 музыкантов. Неоценимый вклад в создание первой концертной программы ансамбля внесли также балетмейстеры Илья Арбатов (Ягубян) и Вардгес Рашидян. "Танцы Сасуна", "Крепость", "Танец с саблями", "Шорор", "Зангезур", "Кавказский танец", "Танец с кожей" и другие танцы были поставлены в оригинальной интерпретации, сохраняющей традиции армянских народных танцев.
В 1959 году, через год после создания, ансамбль начал гастролировать сначала по странам СССР, затем в Ливане, Сирии, Ираке, Египте, Алжире, Тунисе, Марокко, Израиле, Иране, Кипре, Чехословакии, Финляндии, Венгрии и других странах.
1966 году Эдварда Манукяна сменил заслуженный артист Армении Азат Гарибян, который за два года поставил в ансамбле ряд танцев: "Трехнер", "Пармани", "Танец иликоб", "Адат" и другие.
В 1968 году народный артист Армении Вануш Ханамирян был назначен художественным руководителем и главным балетмейстером ансамбля. За годы его руководства в ансамбле было поставлено около 120 танцевальных пьес, которые оставались в репертуаре ансамбля на протяжении многих лет: среди них: "Танец Кинтоса", "Пастуший танец", "Сардарапат", "Энзели" А. Спендиаряна, "Танец с саблями", "Узундара", "Лезгинка" А.Хачатуряна, "Караван" А. Арутюняна, "Тюльпаны" Хачатура Аветисяна, "Вагаршапат" Комитаса, серия этнографических танцев "Сассун" и др. Под его руководством под руководством ансамбля четырежды участвовал в московских съездах и пять раз в торжествах «Эребуни-Ереван». В 1971 году знаменательными были гастроли ансамбля по странам Латинской Америки: Аргентина, Уругвай, Чили, Перу, Эквадор, Боливия, Колумбия, Венесуэла. Затем они гастролировали в Канаде и ряде европейских стран: Дании, Франции, Бельгии, Англии, Швейцарии и других странах. Летом 1974 выступления армянских артистов привлекли внимание широкой аудитории, гастролируя по городам одиннадцати штатов США: Нью-Йорк, Бостон, Филадельфия, Лос-Анджелес, Чикаго и другие. В Нью-Йорке концерт ансамбля состоялся в знаменитом Карнеги-Холл. На следующий день The New York Times писала: «Другого мнения здесь быть не может — армянский ансамбль танца стал большим явлением в культурной жизни Нью-Йорка».
В составе ансамбля танцевали такие талантливые артисты, как: Рашид Карапетян, Земфира Ерицян, Минас Хачатрян, Аида Арутюнян, Арутюн Карапетян, Левон Гасоян, Альберт Кизирян, Ясмена Аветисян, Карине Казарян, Софи Девоян, Серж Потоян, Сурен Чанчурян, Норайр Меграбян, Гагик Карапетян, Србуи Бабаян, Вячеслав Ангуров, Сона Казарян, Петрос Гарибян и другие.
В 1992 - 1993 годах ансамблем руководил заслуженный артист Армении Альберт Кизирян, а с 1993 по 2005 год - заслуженный артист Армении Сурен Чанчурян.
Гагик Карапетян был главным балетмейстером ансамбля в 1995-98 годах, художественным руководителем в 2005-07 годах. За время его руководства "Пробуждение", "Материнство", "Арцахи", "Ишханапар", "Нино", "Пастухи", "Этнографический танцевальный сериал", "Лезгинка", "Кочари", "Урмяне", "Боевой танец". были поставлены "Рождение Ваагна" и другие танцевальные номера.
Асатур Карапетян был главным хореографом ансамбля в 2007-23 годах.
В 1976 году ансамбль стал лауреатом государственной премии Армении, а в 1978 году был удостоен звания "Заслуженный коллектив Армении".
В 2022 году ансамбль вошел в состав Национального центра народной музыки и танца Армении. Асатур Калашян был главным хореографом ансамбля в 2023-2024 годах. 
С 1999 года музыкальной частью ансамбля руководит композитор, заслуженный деятель армянской культуры Айк Григорян. С 2024 года главным балетмейстером является заслуженный деятель армянской культуры Гагик Карапетян.